# Glyphoglossus
Glyphoglossus is een geslacht van kikkers uit de familie smalbekkikkers (Microhylidae). De groep werd voor het eerst wetenschappelijk beschreven door Albert Carl Lewis Gotthilf Günther in 1869.

## Verspreiding en habitat
Er zijn negen verschillende soorten, inclusief de pas in 2014 beschreven soort Glyphoglossus capsus. De kikkers komen voor in delen van zuidoostelijk Azië, en leven onder andere in de landen Myanmar, Thailand en zuidelijk Vietnam.

## Taxonomie
Geslacht Glyphoglossus
- Soort Glyphoglossus brooksii
- Soort Glyphoglossus capsus
- Soort Glyphoglossus flavus
- Soort Glyphoglossus guttulatus
- Soort Glyphoglossus minutus
- Soort Glyphoglossus molossus
- Soort Glyphoglossus smithi
- Soort Glyphoglossus volzi
- Soort Glyphoglossus yunnanensis

Glyphoglossus · 
Kaloula · 
Metaphrynella · 
Microhyla · 
Micryletta · 
Phrynella · 
Uperodon